# Elizabeth McCracken
Elizabeth McCracken (Boston, 16 settembre 1966) è una scrittrice statunitense.

## Biografia
Nata a Boston nel 1966, vive e lavora ad Austin.
Cresciuta tra Londra e la città natale, ha studiato all'Università di Boston, all'Università dell'Iowa e alla Drexel University prima di lavorare come bibliotecaria per alcuni anni.
Ha esordito nel 1993 con la raccolta di racconti Morire porta male e in seguito ha pubblicato 4 romanzi, un'autobiografia e altre 2 collezioni di short-stories.
Insegnante di scrittura creativa presso varie università, per la sua opera ha ottenuto sovvenzioni e premi dalla Guggenheim Fellowship, dal National Endowment for the Arts e dalla Liguria Study Center.

## Vita privata
Sposata con il romanziere Edward Carey, la coppia ha due figli. La morte prima della nascita di un altro bambino ha ispirato il memoir della scrittrice An Exact Replica of a Figment of My Imagination.

## Opere principali

### Racconti
- Morire porta male (Here's Your Hat What's Your Hurry, 1993), Roma, Fazi, 1999 traduzione di Alessandra Tubertini ISBN 88-8112-094-1.
- Cose dell'altro mondo e altri racconti (Thunderstruck, 2014), Firenze-Milano, Bompiani, 2023 traduzione di Giovanna Granato e Alessandro Mari ISBN 978-88-301-0430-3.
- The Souvenir Museum (2021)

### Romanzi
- La casa del gigante (The Giant's House, 1996), Milano, Bompiani, 2018 traduzione di Alberto Pezzotta ISBN 978-88-452-9354-2.
- Niagara Falls All Over Again (2001)
- Bowlaway (2019)
- The Hero of This Book (2022)

### Memoir
- An Exact Replica of a Figment of My Imagination (2008)

## Premi e riconoscimenti
- PEN New England Award: 2002 per Niagara Falls All Over Again
- Premio The Story: 2014 per Thunderstruck
- Premio O. Henry: 2015 per Birdsong from the Radio
- Premio Jewish Quarterly-Wingate: 2024 per The Hero of This Book[6]